# Tsaratanana (Tsaratanana)
Pour les articles homonymes, voir Tsaratanana.
Tsaratanana est une commune urbaine malgache, chef-lieu du district de Tsaratanana, située dans la partie nord-est de la région de Betsiboka.